# Absolvia
Absolvia ist eine Bezeichnung für einen Typus von Schülerverbindungen, deren Name von ihrer Abschlussprüfung Absolutorium oder Absolutorialprüfung abgeleitet ist. Diese wiederum leitet sich vom lateinischen Begriff absolutio ab, was Vollendung oder Abschluss bedeutet.

## Farben
Die Farben der bayerischen Realschulen waren weiß-grün (die Gymnasien weiß-rot, siehe Abituria). Sie kehren überall wieder, wo solche Verbindungen bestehen. Die Sitten und Gebräuche wurden von den Studentenverbindungen entlehnt.

## Allgemeines und Geschichte
Absolvia nannten sich ursprünglich Verbindungen an einer Realschule, sie sind jedoch heute meist Gymnasialverbindungen. Dagegen deutet der Name Abituria auf eine Gymnasialverbindung hin.
Schülerverbindungen existieren in Deutschland seit dem frühen 19. Jahrhundert. Bis zum 20. Jahrhundert waren sie jedoch von den Kultusministerien strikt untersagt. Wenn ein Schülerverbindungsmitglied erwischt wurde, musste die Schule verlassen werden. Die Absolvia Bayreuth aus dem Jahr 1833 ist die älteste bayerische Schülerverbindung.
Laut der Blätter für das bayerische Gymnasial- und Realschulwesen von 1880 sei  „Was ist das, eine ‚Absolvia‘?“ „sehr klar“:

„Zunächst ist sie die Gemeinschaft aller derer, welche miteinander sich der Absolutorialprüfung unterziehen, und insoferne ist jede Oberklasse von selbst auch eine 'Absolvia'. Im engeren Sinne aber ist eine Absolvia eine fest und förmlich geschlossene, vollständig organisierte, auf Statuten begründete, schon in den unteren Gymnasialklassen beginnende, von vornherein bewusst unter dem Schutze des Geheimnisses stehende, ausgesprochen im Gegensatz gegen die Disziplin des Gymnasiums tretende, die ganze sittliche Haltung und Entwicklung der teilnehmenden Schüler am Gymnasium korrumpierende Vereinigung oder Körperschaft, welche den Zweck hat, Kneipen zu veranstalten und Gelder zu sammeln zur Ermöglichung eines flotten Abiturientencommerçes, eines großen Kneipbildes und vielleicht auch eines feinen Balles; eine Vereinigung, welche gegenüber den Disziplinarsatzungen, darauf die Schüler jährlich und feierlich verpflichtet werden, ihre eigenen, esotherischen und genauer, als jene, beobachteten Satzungen hat, nicht mündlich und traditionell nur fortgepflanzte, sondern in Buchstaben gefasste, wohl beratene und genau formulierte. Das ist das Wesen der Absolvia.“

## Fränkischer Absolven-Convent

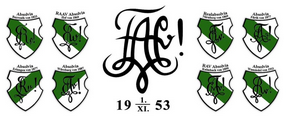
Zirkel und Wappen der FAC-Bünde und FAC-Zirkel

Der Fränkische Absolven-Convent (FAC) ist der einzige Korporationsverband der fränkischen Absolvenverbindungen. Er wurde am 1. November 1953 in Erlangen unter Teilnahme der Absolvenverbindungen aus Bayreuth, Fürth, Erlangen, Kulmbach und Nürnberg als Zusammenschluss weiß-grün-weiße Farben tragender, fränkischer Absolvenverbindungen gegründet. Er ist der älteste existierende Korporationsverband in Deutschland, dem ausschließlich Schülerverbindungen angehören. Neben den fünf Gründungsverbindungen umfasst der FAC heute auch die RAAV Absolvia Hof von 1869, die Absolvia Wunsiedel von 1911 und die Absolvia Würzburg von 1887. Die Mitgliederzahl lag im Jahr 2025 in Summe bei ca. 1.000 Aktiven, Inaktiven und Alten Herren. Der FAC ist als pennaler Dachverband der de-facto-Nachfolger des Fränkischen Absolvia-Bundes e.V. (FAB), der am 29. August 1920 in Bamberg gegründet wurde.